# QSO B1637+826
QSO B1637+826 é um quasar localizado na constelação de Ursa Minor.